# Hasting

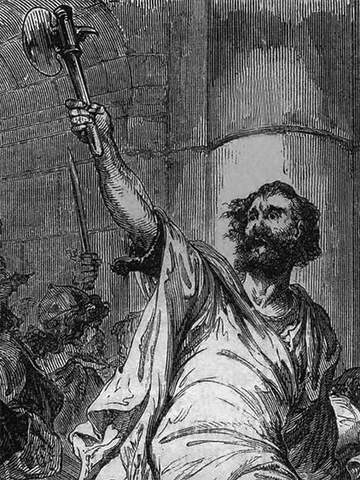
Hasting beim Überfall auf Luna: Mit der Bitte um ein christliches Begräbnis für ihren vermeintlich verstorbenen Anführer erreichten die Wikinger Einlass in die befestigte Stadt. In der Kirche sprang Hasting aus dem Sarg und erschlug den Bischof. Luna wurde geplündert und gebrandschatzt (859).

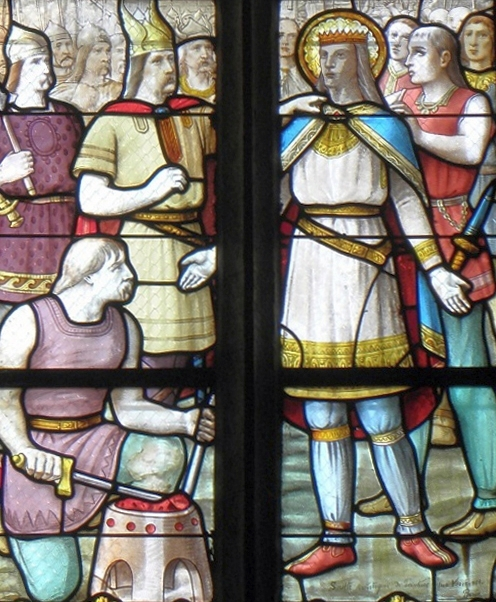
Bretonen-König Salomon (rechts) mit Normannen, deren Anführer (links) Hasting darstellen könnte

Hasting (* zwischen 810 und 820; † um 900) bzw. Hastein (auch Hásteinn, Haastén, Haesten, Hæsten, Haestenn, Hæstenn, Haesting, Hæsting, Anstign, Anstignus, Alsting, Afflengo oder Hastingo) war ein dänischer Wikinger-Häuptling und Anführer der Loire-Normannen im 9. Jahrhundert. Wie sein Bruder Björn Eisenseite soll er ein Sohn des legendären Königs Ragnar Lodbrok gewesen sein. Den Überlieferungen zufolge war Hasting zumindest Björns Mentor bzw. Lehrer.

## Leben
Hasting wurde erstmals im Zusammenhang mit Überfällen auf die Île de Noirmoutier im Jahr 834 bzw. auf Amboise im Jahr 838 erwähnt. In den darauffolgenden Jahren überfielen die Loire-Normannen unter Hastings Führung trotz einer Niederlage bei Messac (843) wiederholt Nantes, Angers, Tours, Orléans und zahlreiche weitere Städte des Westfrankenreichs entlang der Flüsse Loire, Charente, Garonne, Dordogne usw. Außerdem beteiligte er sich an den Überfällen der Seine-Normannen auf die Städte entlang der Seine.
Im Mai 853 führte Hasting einen Angriff auf die Stadt Luçon in der heutigen Vendée, einem damals kirchlich bedeutenden Ort und Sitz eines Bischofs. Die Stadt wurde von seinen Truppen eingenommen und geplündert. Weiter dringen die Wikinger über die Loire ins westfränkische Kernland vor. Nantes, Angers und Saumur werden geplündert. das Kloster Saint-Florent-le Vieil zerstört. Im November ist Hasting in Tours plündert die Abtei Marmoutier, wobei 115 Mönche erschlagen werden.
Zusammen mit seinem Bruder Björn operierte er 844 und 859–861 in Galicien, Andalusien und unternahm sogar Wikingerraubzüge ins Mittelmeer. Im Bündnis mit dem Bretonen Salomon schlug Hasting 866 in der Schlacht von Brissarthe die Westfranken unter Robert dem Tapferen und besetzte 872–873 für ein Jahr Angers, von dem westfränkischen König Karlmann wurde er jedoch 879 an der Vienne, einem Nebenfluss der Loire, geschlagen.
Nach einer Übereinkunft mit Karlmanns Bruder Ludwig III. verließ Hasting 882 die Loire und wurde mit der Grafschaft Chartres belehnt. Ob er dafür zumindest formal zum Christentum übertreten musste, ist umstritten. Schon bald verkaufte er dem König das Lehen, um Angriffe gegen die Bretagne zu finanzieren. Zunächst wurde die Nordküste der Bretagne angegriffen, 886 Nantes erobert. Verbündet mit den Seine-Normannen, besetzten die Loire-Normannen 887 auch die Westbretagne, wurden 888 und 890 von den Bretonen unter Alain I. geschlagen und mussten Nantes aufgeben. Hasting verließ daraufhin die Bretagne und das Westfrankenreich und führte 892 einen Teil der Loire-Normannen nach England gegen Alfred von Wessex. Erneut als Lehnsmann des französischen Königs, wird Hasting 896 letztmals erwähnt, als erfolglos versucht wurde, gegen die Seine-Normannen unter Rollo zu kämpfen.